# Susi Erdmann
Susi-Lisa Erdmann (Blankenburg, RDA, 29 de enero de 1968) es una deportista alemana que compitió en luge y bobsleigh. Está casada con el piloto de luge Gerhard Plankensteiner.
Participó en cinco Juegos Olímpicos de Invierno, entre los años 1992 y 2006, obteniendo dos medallas en luge individual, bronce en Albertville 1992 y plata en Lillehammer 1994, y una medalla de bronce en Salt Lake City 2002, en la prueba de bobsleigh doble (junto con Nicole Herschmann).
Ganó diez medallas en el Campeonato Mundial de Luge entre los años 1989 y 1997, y siete medallas en el Campeonato Europeo de Luge entre los años 1990 y 1998.
En bobsleigh consiguió tres medallas en el Campeonato Mundial de Bobsleigh entre los años 2001 y 2004, y una medalla de bronce en el Campeonato Europeo de Bobsleigh de 2006.

## Palmarés internacional
| Representando a la RDA   |                       |                   |            |
| Campeonato Mundial       |                       |                   |            |
| Año                      | Lugar                 | Medalla           | Prueba     |
| 1989                     | Winterberg (RFA)      | Medalla de oro    | Individual |
| 1989                     | Winterberg (RFA)      | Medalla de plata  | Equipo     |
| 1990                     | Calgary (Canadá)      | Medalla de oro    | Equipo     |
| Campeonato Europeo       |                       |                   |            |
| Año                      | Lugar                 | Medalla           | Prueba     |
| 1990                     | Igls (Austria)        | Medalla de oro    | Individual |
| 1990                     | Igls (Austria)        | Medalla de oro    | Equipo     |
| Representando a Alemania |                       |                   |            |
| Juegos Olímpicos         |                       |                   |            |
| Año                      | Lugar                 | Medalla           | Prueba     |
| 1992                     | Albertville (Francia) | Medalla de bronce | Individual |
| 1994                     | Lillehammer (Noruega) | Medalla de plata  | Individual |
| Campeonato Mundial       |                       |                   |            |
| Año                      | Lugar                 | Medalla           | Prueba     |
| 1991                     | Winterberg (Alemania) | Medalla de oro    | Individual |
| 1991                     | Winterberg (Alemania) | Medalla de oro    | Equipo     |
| 1993                     | Calgary (Canadá)      | Medalla de oro    | Equipo     |
| 1995                     | Lillehammer (Noruega) | Medalla de oro    | Equipo     |
| 1995                     | Lillehammer (Noruega) | Medalla de plata  | Individual |
| 1996                     | Altenberg (Alemania)  | Medalla de plata  | Individual |
| 1997                     | Igls (Austria)        | Medalla de oro    | Individual |
| Campeonato Europeo       |                       |                   |            |
| Año                      | Lugar                 | Medalla           | Prueba     |
| 1992                     | Winterberg (Alemania) | Medalla de oro    | Individual |
| 1992                     | Winterberg (Alemania) | Medalla de oro    | Equipo     |
| 1996                     | Sigulda (Letonia)     | Medalla de oro    | Equipo     |
| 1998                     | Oberhof (Alemania)    | Medalla de oro    | Equipo     |
| 1998                     | Oberhof (Alemania)    | Medalla de bronce | Individual |

| Representando a Alemania |                                 |                   |        |
| Juegos Olímpicos         |                                 |                   |        |
| Año                      | Lugar                           | Medalla           | Prueba |
| 2002                     | Salt Lake City (Estados Unidos) | Medalla de bronce | Doble  |
| Campeonato Mundial       |                                 |                   |        |
| Año                      | Lugar                           | Medalla           | Prueba |
| 2001                     | Calgary (Canadá)                | Medalla de bronce | Doble  |
| 2003                     | Winterberg (Alemania)           | Medalla de oro    | Doble  |
| 2004                     | Königssee (Alemania)            | Medalla de oro    | Doble  |
| Campeonato Europeo       |                                 |                   |        |
| Año                      | Lugar                           | Medalla           | Prueba |
| 2006                     | Sankt Moritz (Suiza)            | Medalla de bronce | Doble  |